# Rhabdotorrhinus corrugatus

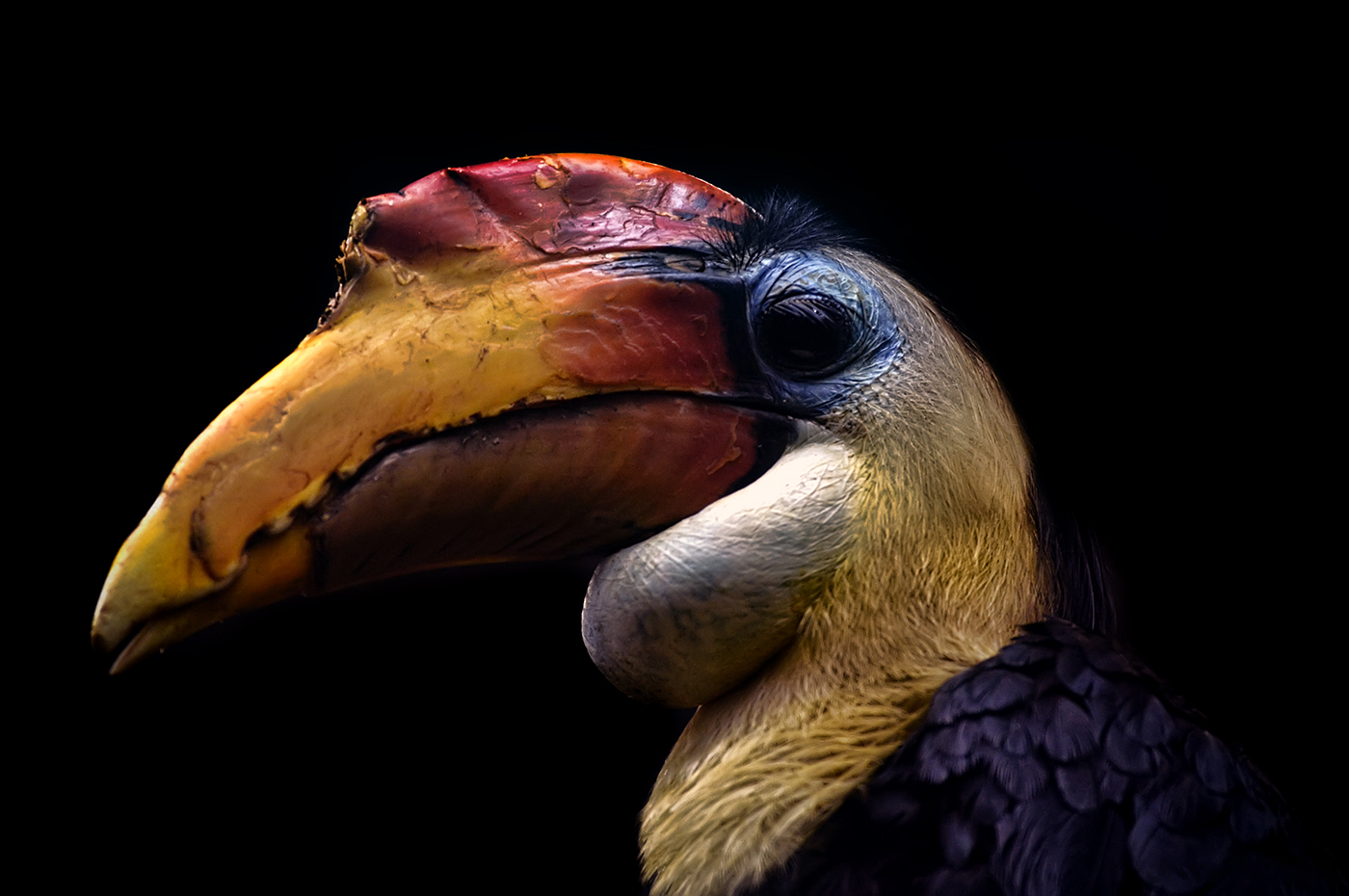
Primo piano del maschio

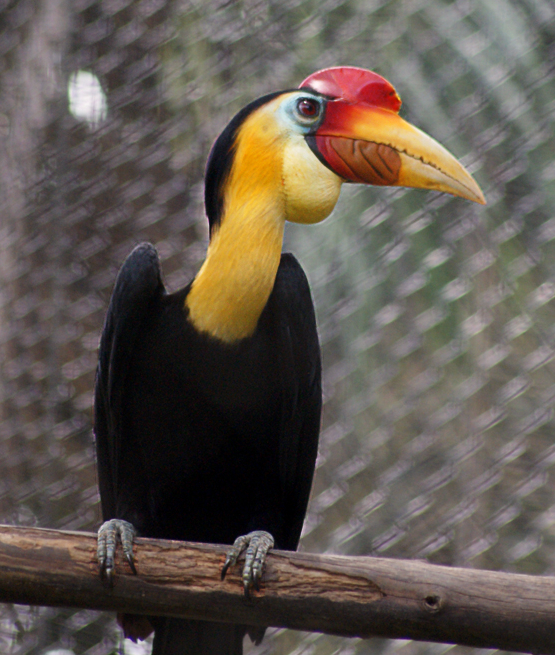
Le piume del collo di questo maschio appaiono arancioni a causa della secrezione della ghiandola dell'uropigio

Il bucero corrugato (Rhabdotorrhinus corrugatus (Temminck, 1832)) è un rappresentante di medie dimensioni della famiglia dei Bucerotidi diffuso in Malaysia e Indonesia. Come tutti i buceri, nidifica nelle cavità degli alberi. La femmina trascorre i tre mesi della stagione riproduttiva murata all'interno della cavità del nido, collegata all'aperto solo attraverso una stretta fessura. Durante questo periodo, lei e in seguito i nidiacei che escono dalle uova vengono nutriti dal maschio.
Nel 2018 il bucero corrugato è stato valutato dalla Lista Rossa delle specie minacciate della IUCN come «specie in pericolo» (Endangered).

## Descrizione
Il bucero corrugato raggiunge una lunghezza del corpo compresa tra 65 e 70 centimetri. Le penne timoniere misurano in media 27,1 centimetri nel maschio e 23,3 centimetri nella femmina. Il becco misura tra 16,8 e 20,5 centimetri nel maschio, ed è leggermente più piccolo, tra 14,4 e 15,0 centimetri, nella femmina. Il peso varia tra 1400 e 1600 grammi. Il dimorfismo sessuale è molto pronunciato.

### Maschio
Il maschio ha il vertice, la parte posteriore del collo, il corpo e le ali interamente neri, con un riflesso verde metallico sulla parte superiore del corpo. Le timoniere hanno la base nera e l'estremità bianca. La faccia e la parte anteriore del collo sono bianche. Il secreto della ghiandola dell'uropigio, con il quale il bucero corrugato è solito cospargersi il piumaggio, è di colore giallo-rosso intenso e pertanto, a causa del continuo utilizzo di tale secreto, le parti bianche del piumaggio appaiono di colore giallo-arancio. Il becco è rosso in prossimità della base e giallo nella parte anteriore. Il casco è di colore rosso intenso. Anche in questo caso, la secrezione dell'uropigio tende a far assumere al becco e al casco una tinta rossastra.
La pelle glabra intorno all'occhio è blu, mentre la sacca golare, molto grande ed estensibile, è di colore giallo chiaro. Gli occhi sono rossi, i piedi e le zampe sono neri.

### Femmina e giovane
La femmina è più piccola del maschio, ha il casco meno sviluppato e la faccia e la parte anteriore del collo nere. Il becco è giallo pallido con la base marrone. La pelle priva di piume intorno all'occhio è blu. Anche la sacca golare è bluastra. Gli occhi sono di colore grigio-marrone, le zampe e i piedi sono grigio-verdastri.
Presso i giovani, entrambi i sessi presentano inizialmente un piumaggio di colore simile a quello del maschio. Il loro becco è giallo pallido con una sfumatura arancione alla base. Alcuni esemplari hanno una macchia nera sulla mascella inferiore. Il casco non si è ancora sviluppato. La pelle del viso senza piume è di colore giallo pallido. Gli occhi sono bruno-giallastri. Le zampe e i piedi sono grigio-blu.
In natura, le femmine subadulte sviluppano il piumaggio nero della faccia e del collo tipico delle adulte a circa un anno di età. Lo sviluppo del casco richiede diversi anni. Nei maschi più grandi, esso presenta delle scanalature.

### Sottospecie
Gli studiosi riconoscono due sottospecie distinte di bucero corrugato:
- R. c. rugosus (Begbie, 1834), diffusa nella penisola malese e a Sumatra;
- R. c. corrugatus (Temminck, 1832), propria del Borneo.

Allen Kemp sottolinea che la distinzione tra esse consiste essenzialmente nella differenza di dimensioni, dal momento che gli esemplari della sottospecie nominale sono leggermente più piccoli. Tuttavia, una tale variabilità nelle dimensioni si può osservare anche in altre specie di bucero e può quindi rappresentare semplicemente una variazione clinale, vale a dire un cambiamento continuo di una caratteristica fisica lungo una direttrice geografica di una data regione.

### Specie simili
Sia i maschi, con il loro casco notevolmente sviluppato in altezza e il becco rosso e giallo, che le femmine, con la loro sacca golare blu, sono quasi inconfondibili in natura. La specie presente nello stesso areale che più assomiglia al bucero corrugato è il bucero ondulato. Questo, tuttavia, è più grande del bucero corrugato, ha la coda interamente bianca, la pelle nuda della faccia di colore giallo e rosso ed è privo di casco, ma presenta solamente una cresta leggermente rialzata.

## Biologia

### Comportamento
I buceri corrugati di solito vivono in coppie o in piccoli gruppi familiari composti da tre esemplari. Occasionalmente si formano gruppi di un massimo di 30 individui. All'interno di questi gruppi i buceri mostrano scarso comportamento agonistico, ma gli esemplari accoppiati spesso restano vicini. Le coppie rimangono unite anche quando si tratta di passare ad un altro gruppo di buceri. Gli esemplari subadulti di solito formano gruppi separati, nei quali è possibile osservare comportamenti che contribuiscono alla formazione delle coppie, comprese le offerte rituali di cibo. I membri di un gruppo trascorrono la notte riposando l'uno vicino all'altro. La distanza tra il luogo di riposo e l'area in cui viene cercato il cibo può essere anche di dieci chilometri, che i buceri percorrono volando ad alta quota sulla foresta.

### Alimentazione

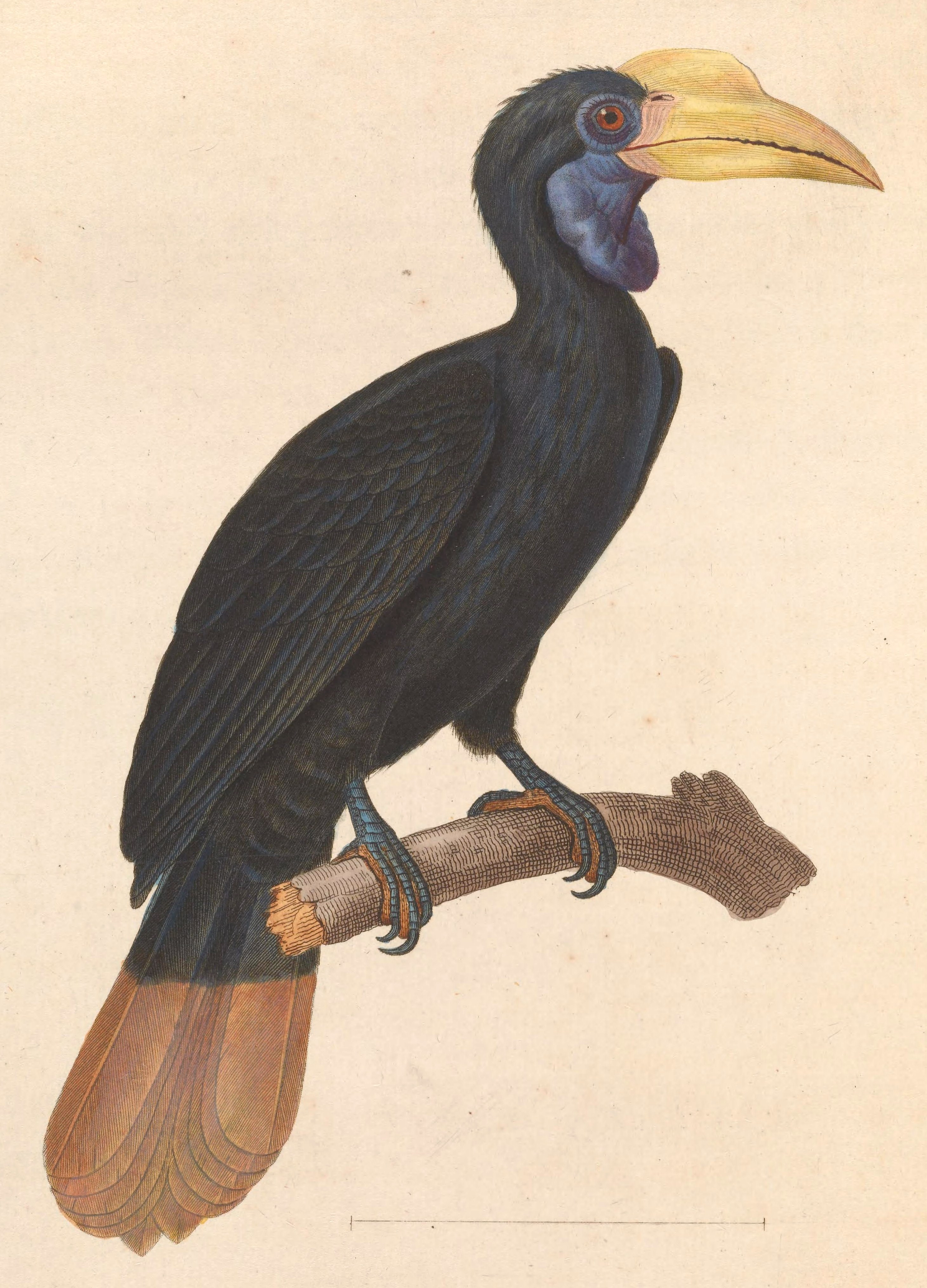
La femmina in una raffigurazione del 1838.

I buceri corrugati vanno in cerca di cibo principalmente tra le chiome dei grandi alberi. Preferiscono di gran lunga gli alberi con la chioma svettante molto al di sopra degli alberi vicini. Passano rapidamente da un albero all'altro e, grazie alle loro ali larghe e alle lunghe penne timoniere, sono così agili da riuscire a raccogliere frutti dai rami mentre sono in volo.
I buceri corrugati, come la maggior parte dei buceri, sono onnivori, ma la loro dieta è costituita prevalentemente da frutta. A differenza di quanto si riscontra nella maggior parte dei buceri asiatici, i fichi svolgono un ruolo meno importante nella loro alimentazione, componendo solo circa il 20% della dieta. Un ruolo ben più importante nel loro menu è svolto dalle drupe e dalle capsule maggiormente ricche di lipidi. Un gran numero dei frutti e dei semi mangiati proviene da piante appartenenti alla famiglia delle Lauracee e delle Burseracee. Grazie al becco robusto, il bucero corrugato è in grado di aprire anche i frutti ricoperti da un duro rivestimento. Tale abilità è di fondamentale importanza quando il cibo è scarso.
Il bucero corrugato interrompe continuamente la ricerca di sostanze vegetali per dare la caccia a piccoli vertebrati e artropodi. È anche una delle specie di bucero che è stata vista catturare specie di uccelli più piccole.

### Riproduzione
La biologia riproduttiva del bucero corrugato non è stata ancora studiata accuratamente in natura. La maggior parte delle conoscenze al riguardo derivano dallo studio di esemplari cresciuti in cattività.
Il bucero corrugato raggiunge la maturità sessuale a circa quattro anni. Nel Borneo, la stagione riproduttiva si protrae da gennaio a maggio. La disponibilità di risorse alimentari sembra svolgere un ruolo significativo affinché la riproduzione abbia luogo. La nidiata può comprendere fino a tre uova. Nel caso dei buceri corrugati tenuti in cattività, tuttavia, questo terzo uovo spesso non viene covato o il nidiaceo che ne viene fuori è ad uno stadio di sviluppo notevolmente arretrato rispetto a quello dei fratelli.
Le coppie nidificano nelle cavità degli alberi ad alto fusto: non è insolito trovare nidi ad altezze superiori ai 30 metri dal suolo. Il sito di nidificazione viene allestito esclusivamente dalla femmina. La femmina di solito depone due uova, raramente tre, di cui solo in rari casi più di un giovane riesce a raggiungere l'involo. Una volta che la femmina ha deposto le uova, succede qualcosa di unico nel mondo degli uccelli. La femmina mura quasi completamente l'ingresso della cavità di cova con una miscela di cibo, pezzetti di legno e feci, che assumono l'aspetto e la consistenza del porridge. Questo comportamento è esclusivo solo della famiglia dei buceri (i Bucerotidi). Il maschio trasporta ulteriori quantità di fango alla femmina, che viene anch'esso aggiunto al miscuglio. Alla fine del lavoro, rimane aperta solo una fessura ristretta, attraverso la quale la nidiata e la femmina vengono alimentate dal maschio. Le uova si schiudono dopo circa 30 giorni. I nidiacei sono inizialmente nudi e ciechi. Quando essi hanno raggiunto l'età di 65-70 giorni, la femmina apre la cavità del nido, colpendo la parete con il becco. L'aspettativa di vita dei buceri corrugati è sconosciuta, ma dovrebbe essere di circa 20 anni.

## Distribuzione e habitat

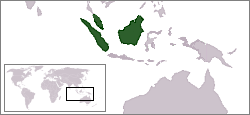
Areale del bucero corrugato.

I buceri corrugati sono presenti in gran parte del Sud-est asiatico. Il loro areale comprende l'estremità meridionale della Thailandia, la Malesia, Sumatra e il Borneo, nonché alcune isole minori al largo delle coste di Sumatra, come Rupat, Padang e le isole Batu. Tuttavia, in gran parte dell'areale, la specie è divenuta ormai rara. Essa è prossima all'estinzione in Thailandia e anche nella penisola malese è molto rara. Al contrario, il bucero corrugato è ancora relativamente comune nel sud di Sumatra e in alcune parti del Borneo
Il bucero corrugato vive nelle fitte foreste pluviali tropicali di pianura. Al di fuori della stagione riproduttiva, gli esemplari vagano su una zona molto ampia.

## Conservazione
Il bucero corrugato si può ancora trovare relativamente in gran numero in gran parte del suo areale. In alcune regioni, tuttavia, esso è già completamente scomparso o a un passo dall'estinzione, soprattutto nelle aree in cui la distruzione delle foreste pluviali sta procedendo rapidamente. I buceri corrugati possono vivere solo in questo tipo di habitat, in quanto solo qui riescono a trovare cibo a sufficienza e luoghi in cui nidificare. In Malesia e Thailandia la specie è sull'orlo dell'estinzione. Un altro problema è costituito dalla caccia e dalle catture per alimentare il commercio di specie esotiche.

## In cattività
I buceri corrugati vengono ospitati raramente nei giardini zoologici. La prima nidificazione in cattività risale al 1988.